# 彰濱秀傳紀念醫院

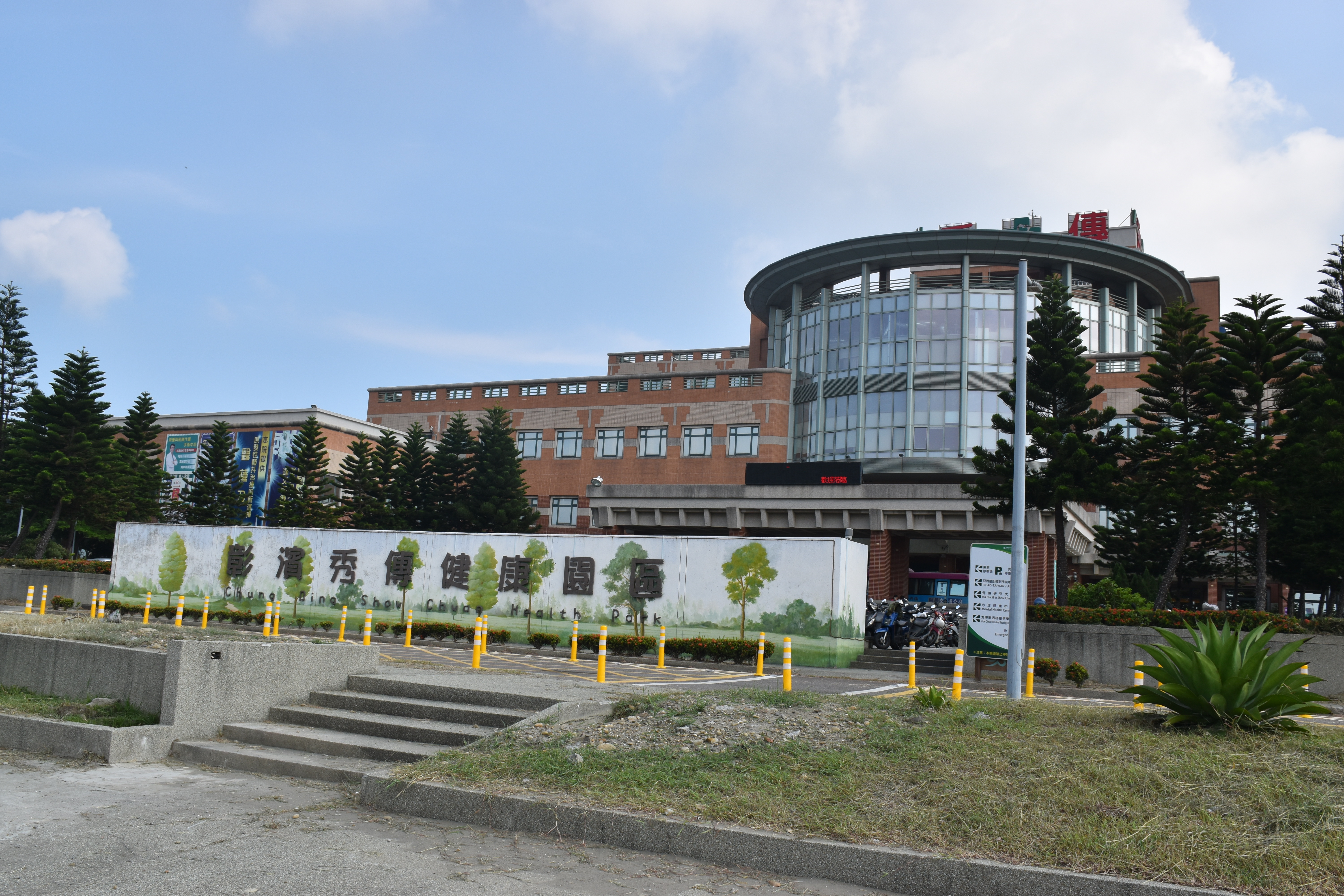
秀傳醫療財團法人彰濱秀傳紀念醫院

秀傳醫療財團法人彰濱秀傳紀念醫院（英文：Zhangbin Show Chwan Memorial Hospital）位於彰化縣鹿港鎮彰濱工業區，屬秀傳醫療財團法人，創辦人黃明和，民國82年9月23日衛署醫字第8264354號涵許可設立。於85年7月16日函送行政院衛生署申請變更設立為「秀傳醫療財團法人彰濱秀傳紀念醫院」，主要提供急診、門診。總病床數1020床。次要結合飯店式管理發展旅遊觀光。現為彰化區教學醫院

## 秀傳醫療法人資訊
所屬機構
- 彰化秀傳紀念醫院：彰化市中山路一段五四二號
- 彰濱秀傳紀念醫院：彰化縣鹿港鎮鹿工路6號
- 臺南市立醫院：臺南市東區崇德路670 號
- 高雄市立岡山醫院：高雄市岡山區壽天路12號

策略聯盟
- 秀傳醫院：臺北市大安區光復南路116巷1號
- 竹山秀傳醫院：南投縣竹山鎮集山路二段75號
- 田中仁和醫院：彰化縣田中鎮中州路一段157號
- 員林何醫院：員林市民族街33號

## 外部連結
- 官方网站